# Caecum skoglundae
Caecum skoglundae is een slakkensoort uit de familie van de Caecidae. De wetenschappelijke naam van de soort is voor het eerst geldig gepubliceerd in 2007 door Pizzini, Raines & Nofroni.